# ハギス

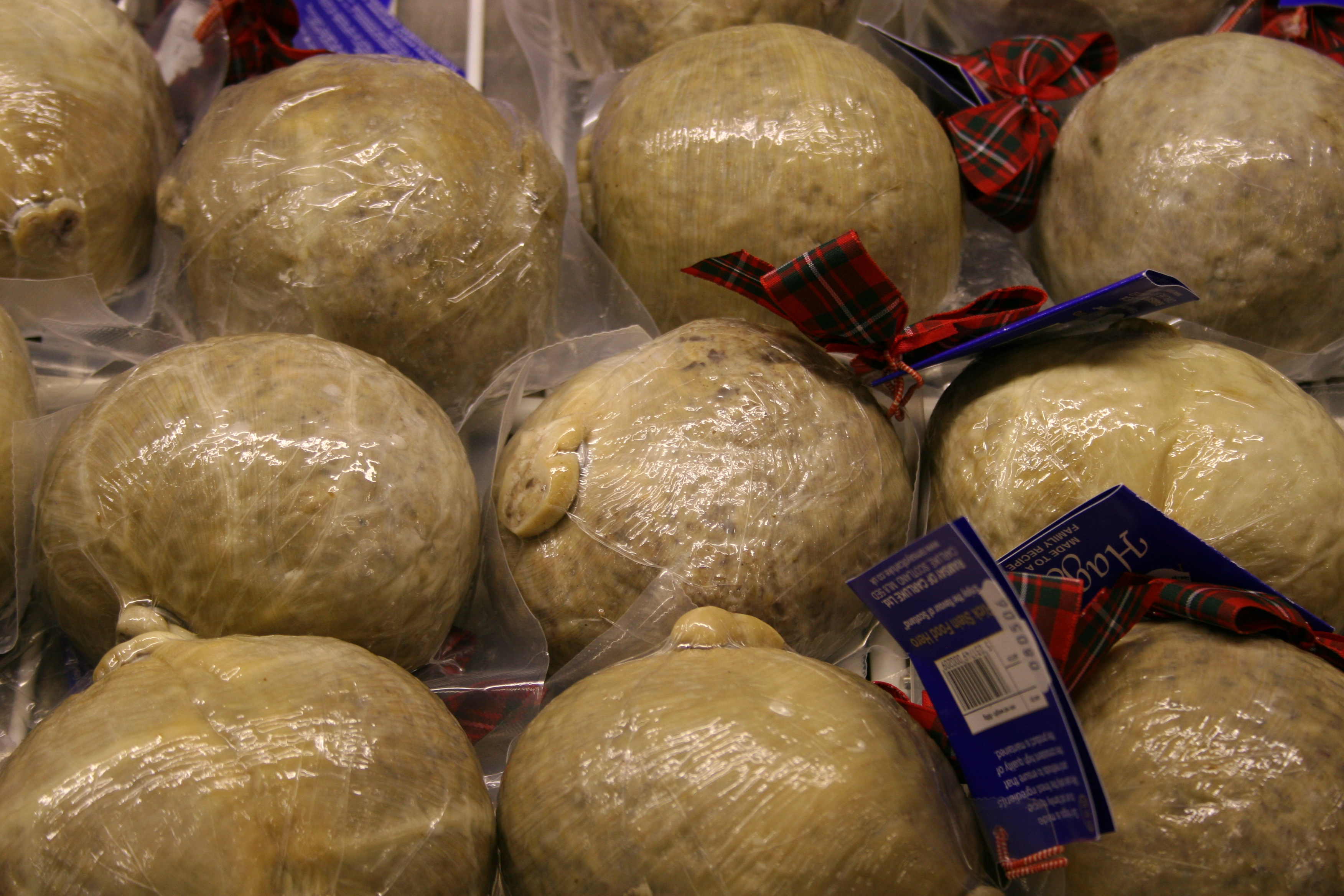
ビニールパック入りのハギス

ハギス (haggis) は、羊の内臓を羊の胃袋に詰めて茹でたスコットランドの伝統料理。

## 概要

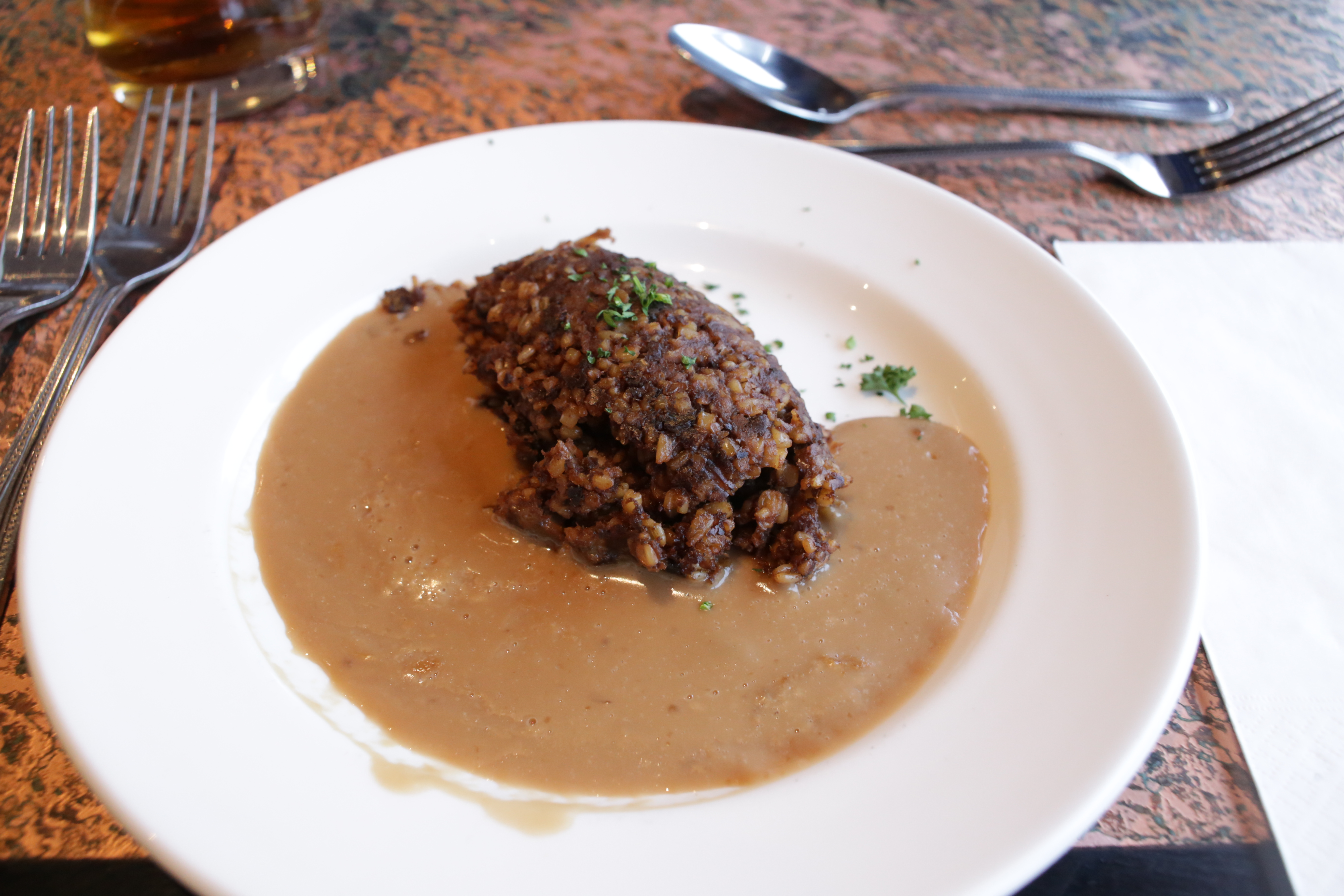
スコッチウイスキーをベースにしたソースをあしらった、ハギスのプディング

茹でた羊の内臓（心臓、肝臓、肺）のミンチ、オート麦、たまねぎ、ハーブを刻み、牛脂とともに羊の胃袋に詰めて茹るか蒸したファルス（詰め物料理）の一種である。さまざまなバリエーションが存在し、内臓は主として肝臓が使われるが、心臓や腎臓を使う場合も多い。近年では胡椒などの香辛料を使うことが一般的となっている。
こってりしており、スコッチ・ウイスキーとともに供せられる。ウイスキーを振りかけて食べることも多い。1月25日の「バーンズ・ナイト（Burns's Night, スコットランドの詩人ロバート・バーンズの誕生日）」ではバグパイパーに率いられた一団によりハギスとウイスキーがもたらされ、バーンズの作詩した『ハギスに捧げる詩』(Address to a Haggis) を歌い上げる儀式を執り行い、伝統的なメインディッシュとして供される。
スコットランドでは一般的な食べ物で、既製品を肉屋で購入できる。近年では動物の胃袋の代わりにビニールで包んだ商品や、缶詰などもあり、ベジタリアン用の野菜で作られたハギスも存在する。
ハギスに限らず、動物の臓物料理は古今東西を問わず各民族において一般的であり、好悪は調理法・味付け（スパイスワーク）によるものであることが多い。

## 架空の動物としてのハギス

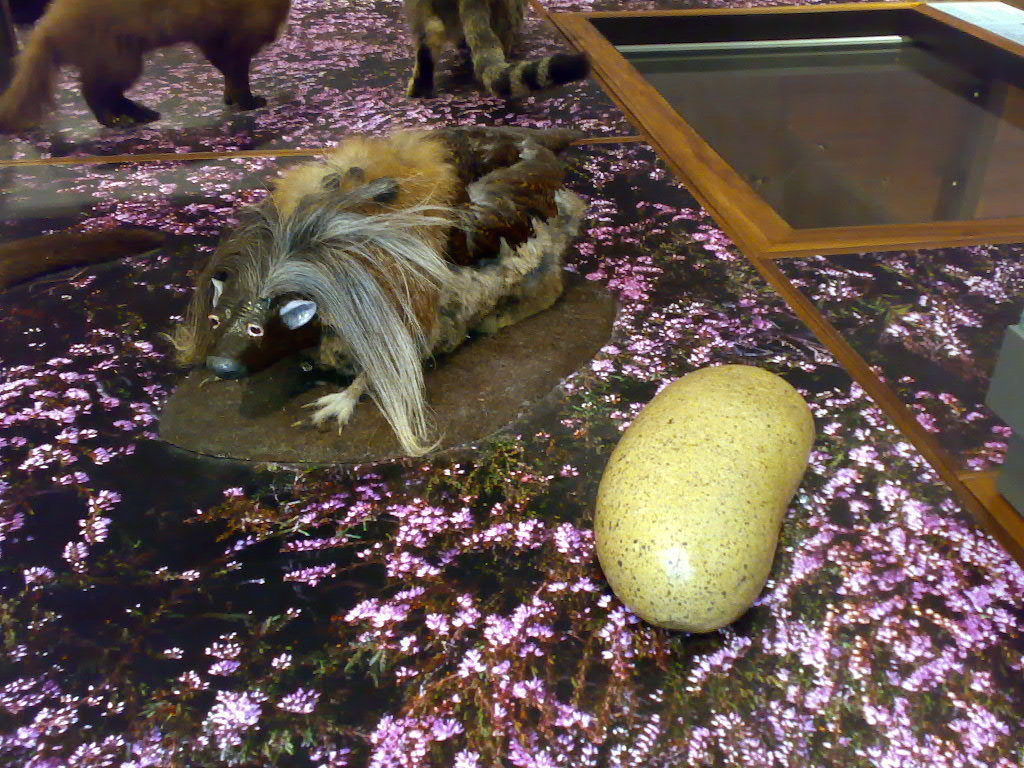
伝説上のハギスの見本。グラスコーのケルビングローブ博物館に展示

スコットランドで古来より存在が信じられている伝説の生物。ハイランド地方の山中に密かに生息し、満月の夜に心の清らかな者だけが目撃できるとされ、くちばしを持ち全身が毛で覆われて丸っこいカモノハシのような姿であったり、長い3本足ですばやく動き回ったりなどさまざまな姿が言い伝えられている。前項の肉料理は見た目があまり良くないことから、この伝説の動物の肉を使っているのだという冗談の種にもされる。毎年末には「ハギスハント (Haggis Hunt)」という捜索イベントが開催されている。

## 逸話
- フランスのジャック・シラク大統領は、2005年ロシアのウラジーミル・プーチン大統領、ドイツのゲアハルト・シュレーダー首相との会談の中で、イギリス料理を揶揄し、その例としてハギスを指して「ひどい料理を食べるような連中は信用がならないということだ」と言及したため[1]、イギリスの大衆紙はこれに猛反発した[2]。しかし、イギリスのジャック・ストロー外務大臣は、「ハギスに関してなら、シラク大統領のご説はご尤も」と賛意を示した[3]。
- アメリカのジョージ・W・ブッシュ大統領は、2005年のエディンバラでのG8の会合に「ハギス料理が出されることを懸念している」とジョークのネタにした[4]。
- 定説ではハギスの起源はローマ時代に遡るとされているが[5]、2009年にイングランドの歴史家のキャサリン・ブラウンはハギスのレシピが1616年に刊行された『The English Hus-Wife（イングランドの主婦）』（Gervase Markham（英語版）著）に記載されており、「イングランドで人気の料理」との説明もあることから、ハギスは元来イングランドの料理であったと発表した[6]。また、スコットランド料理の本にハギスが記載されているものは1747年の本が最古のものであること、18世紀半ばのハナー・グラスの著作には現代のハギスと同様のレシピが「スコットランド風ハギス」と紹介されていることから、ハギスは元々はイングランド料理であり、スコットランドに伝わったものと考えられている[6]。
- スコットランドには「ハギス投げ」という競技が存在し、ギネス世界記録認定の対象となる[7]。